# 이토 유카리
이토 유카리(일본어: 伊東ゆかり, 1947년 4월 6일 ~ )는 일본의 여성 가수이자 배우다. 본명은 이토 노부코(伊東信子)이다.
도쿄도 시나가와구 출신으로, 1960년대부터 1970년대를 풍미했던 일본식 팝(和製ポップス) 가수이며, 현재까지도 현역 가수로서 음악 프로그램과 콘서트 활동 등을 병행하고 있다.

## 약력
이토 유카리는 11세였던 1958년 6월, 〈추억의 십자가/콰이 강 행군〉(かたみの十字架／クワイ河マーチ)으로 킹 레코드에서 데뷔했다. 이후 와타나베 프로덕션으로 이적했으며, 60년대 중반부터 나카오 미에, 소노 마리와 함께 스파크산닌무스메(スパーク3人娘)라고 불리며 활동을 이어갔다. 67년 발표한 〈새끼손가락의 추억〉이 폭발적인 인기를 얻었으며, 이후에 〈사랑의 물방울〉, 〈아침의 입맞춤〉, 〈몰랐어〉 등을 연달아 히트시켰다.
1970년 발표한 〈결혼〉을 끝으로 와타나베 프로덕션으로부터 독립했다.
1971년 가수이자 배우인 사가와 미츠오(佐川満男)와 결혼했으나 1976년 이혼했다. 둘 사이에서 딸 히로미(宙美)를 얻었는데, 그녀 역시 2007년부터 가수로서 활동하고 있다.